# Robert A. Chodasiewicz
Robert Adolf Chodasiewicz (Vilna, 29 de febrero de 1832-Buenos Aires, 17 de agosto de 1896) fue un topógrafo e ingeniero militar polaco, naturalizado argentino. Tuvo diversas participaciones en contiendas militares en Europa, pero su reconocimiento le llegó como miembro del cuerpo de ingenieros del Ejército Argentino, del que Bartolomé Mitre le otorgó el grado de Teniente Coronel, prestando sus servicios como tal durante la Guerra de la Triple Alianza.

## Biografía

### Primeros años
Nació en Vilna, en ese entonces parte de Polonia, siendo hijo de Simón Chodasiewicz y Filipina Ravené. Su familia se había rebelado con el zar Nicolás I, resistiendo a la rusificación de la zona e intentando mantener su identidad como polacos. Sin embargo, su padre, a cambio de un trabajo agrícola en conminación por la pena por participar en la revuelta, fue obligado a educar como oficiales del ejército zarista a sus hijos.

### Guerra de Crimea
Su primera actuación militar fue durante el enfrentamiento entre el Imperio otomano y Rusia por la península de Crimea. Con el grado de Teniente, sus funciones fueron las de realizar funciones tipográficas y de relevamiento del terreno, como también de inteligencia y relacionadas con la ingeniería militar. Su desempeño en esta guerra hizo que le fuese reconocido el escalafón de ingeniero militar de manera oficial. En la batalla de Inkerman fue herido en el brazo por una bayoneta, por lo que fue ascendido al grado de Capitán.
Su nacionalismo polaco lo llevó a pasarse al bando contrario del zarismo, ofreciendo sus servicios al Reino Unido frente al mariscal FitzRoy Somerset, que al principio lo tomó como un espía ruso y, una vez superada la desconfianza inicial, lo incorporó a las tropas británicas para tareas de inteligencia y como intérprete del ruso, como también funciones de relevamiento de terreno.
Tras esta experiencia militar, se dedicó a publicar memorias sobre su actuación, se asentó en Inglaterra y se dedicó a viajar por Europa. Fue incorporado en el Regimiento de Dragones y Cosacos del Ejército británico.

### Estados Unidos
En 1862 viajó a Estados Unidos con la intención de unirse al Ejército de la Unión, siendo dado de alta al año siguiente en el mismo, como ingeniero militar, para realizar relevamientos de terrenos. Su grado fue el de aspirante asignado al regimiento de artillería asentado en el Fuerte Abraham Lincoln. Participó en las ofensivas a cargo de Ulysses S. Grant contra el Ejército de los Estados Confederados, colaborando con voladuras de puentes y posiciones de éstos, como también el refuerzo de fortificaciones en Pittsburgh (Virginia) en 1864.
Tras su baja del ejército unionista, trabajó como ingeniero en minas de Pensilvania y como parte del Departamento de Ingenieros del Estado de Nueva York. Para ese entonces, toma contacto con el embajador argentino en Estados Unidos, Domingo Faustino Sarmiento, que tras analizar su trayectoria, recomienda al presidente Bartolomé Mitre incorporarlo al Ejército Argentino dado su experiencia en el campo de la ingeniería militar, que aún se encontraba en incipiente nacimiento y profesionalización en las fuerzas argentinas.

### Argentina
Llegó a la Argentina en octubre de 1865, cuando la Guerra de la Triple Alianza ya había estallado, siendo recibido por Bartolomé Mitre, que lo incorporó al Ejército Argentino con el grado de capitán del cuerpo de ingenieros en diciembre de ese año. Fue destinado a la provincia de Corrientes, donde se le encargó realizar relevamientos de los campamentos de las tropas paraguayas, como también un reconocimiento del alto Paraná, para reconocer el punto de invasión de los paraguayos. Estuvo bajo órdenes del comodoro José Murature, ya que fue embarcado en el vapor «Guardia Nacional». Asimismo, se encontró embarcado bajo órdenes del Joaquim Marques Lisboa.
Realizó relevamientos topográficos de terrenos y campamentos paraguayos, realizando planos con alto detalles. Asimismo, se le encargó funciones de fortificaciones, lo cual lo llevó a cabo en Asunción. Asimismo, fue partícipe de diversas batallas, como Tuyutí, Curupaytí, Estero Bellaco, como también el sitio de Humaitá. Su función fue valorada por el Ejército Brasileño, siendo traspasado a esta fuerza con el grado de Teniente Coronel, tras un pedido del Duque de Caxias a Mitre. Por sus servicios durante esta contienda, el Imperio de Brasil le otorgó la Orden de la Rosa en grado de Comendador.
Se destaca la innovación del uso de un globo aerostático para observar los campamentos paraguayos, el cual se encontraba reforzado por dos soldados en tierra, lo que le permitía sortear los embates de las fuerzas paraguayas. Fue usado en mayo de 1866 en Tuyutí, nombrado como «globo cautivo», con gran efectividad, despertando al principio la burla de las tropas paraguayas, que tras darse cuenta de que no podían derribarlo, trataron de obstaculizar su visión con humaradas.
El 18 de septiembre de 1870 pidió su baja como Teniente Coronel del Ejército Brasileño. Tras la guerra se instaló en Paraguay, donde contribuyó como empleado municipal realizando planos de Asunción, como inspector de obra pública, interviniendo en diversos proyectos urbanísticos tras la guerra e incluso fue director nacional del sistema de ferrocarriles. Se mantuvo en Paraguay hasta 1877. Posteriormente, se trasladó a la ciudad de Corrientes, en aquella provincia fue director de Topografía, y posteriormente regresó a Buenos Aires, donde fue reincorporado al Ejército Argentino, y se desempeñó como profesor del cuerpo de Ingenieros de la fuerza y director de la Fábrica de Pólvora.

## Vida privada
Se casó con la correntina Concepción Livieres, quien había era sobrina del gobernador Evaristo López, el 29 de septiembre de 1869, con quien tuvo seis hijos. Se naturalizó argentino mientras se encontraba residiendo en Asunción, en el consulado argentino en Paraguay, el 30 de abril de 1970.
Falleció en Buenos Aires, y fue inhumado en el mausoleo de los veteranos de la Guerra de la Triple Alianza en el Cementerio de Recoleta, con honores militares. A su velatorio asistió el mismo Mitre.

## Legado
Sus mapas formaron parte de la colección del Museo Mitre, en Buenos Aires. Su colección fue publicada de manera póstuma en el 2019, con el auspicio del gobierno paraguayo, bajo dirección de la historiadora Margarita Durán Estragó bajo el título «Atlas de la Guerra del Paraguay».